# 乔丹·霍尔登
乔丹·霍尔登（英語：Jordan Houlden，1998年7月25日—），英国男子跳水运动员。他曾代表英格兰参加2022年英联邦运动会跳水比赛，获得一枚银牌和一枚铜牌。他也曾参加2015年欧洲运动会。